# Зимняя Универсиада 1981
Зимняя Универсиада 1981 — X зимняя Универсиада, прошедшая в городе Хака (Испания) с 25 февраля по 4 марта 1981 года. Здесь появился первый талисман зимних Универсиад — лыжник Копико (исп. Copico).

## Медали
| Место | Страна       | Золото | Серебро | Бронза | Всего |
| 1     | СССР         | 8      | 6       | 4      | 18    |
| 2     | Чехословакия | 4      | 4       | 2      | 10    |
| 3     | Италия       | 2      | 2       | 5      | 9     |
| 4     | Франция      | 2      | 1       | 2      | 5     |
| 5     | Болгария     | 2      | 0       | 1      | 3     |
| 6     | Канада       | 1      | 0       | 0      | 1     |
| 7     | Финляндия    | 0      | 2       | 2      | 4     |
| 8     | Япония       | 0      | 2       | 2      | 4     |
| 9     | Югославия    | 0      | 2       | 0      | 2     |
| 10    | США          | 0      | 0       | 1      | 1     |

## Страны-участницы
Всего 394 спортсмена (287 мужчин и 107 женщин) и 190 официальных лиц.
- Австралия (3)
- Австрия (15)
- Бельгия (4)
- Болгария (10)
- Великобритания (8)
- Венгрия (3)
- Исландия (2)
- Испания (48)
- Италия (26)
- Канада (21)
- Китай (7)
- Республика Корея (21)
- Ливан (5)
- Лихтенштейн (3)
- Новая Зеландия (3)
- Норвегия (4)
- Польша (18)
- Румыния (5)
- СССР (37)
- США (3)
- ФРГ (18)
- Финляндия (29)
- Франция (33)
- Чехословакия (10)
- Швейцария (18)
- Швеция (2)
- Япония (35)
- Югославия (3)

## Результаты соревнований

### Горнолыжный спорт

#### Мужчины
| Дисциплина        | Золото          | Серебро         | Бронза           |
| ----------------- | --------------- | --------------- | ---------------- |
| Скоростной спуск  | Валерий Цыганов | Сергей Чаадаев  | Джованни Беккари |
| Гигантский слалом | Богумир Земан   | Томаж Церковник | Петр Попангелов  |
| Слалом            | Петр Попангелов | Томаж Церковник | Патрик Блан      |
| Комбинация        | Патрик Блан     | Богумир Земан   | Массимо Провера  |

#### Женщины
| Дисциплина        | Золото                  | Серебро              | Бронза               |
| ----------------- | ----------------------- | -------------------- | -------------------- |
| Скоростной спуск  | Марина Антонова-Юнусова | Маддалена Сильвестри | Надин Шевассю        |
| Гигантский слалом | Перрин Пелан            | Клаудия Джордани     | Маддалена Сильвестри |
| Слалом            | Клаудия Джордани        | Катарина Зибринова   | Джулиана Кампилья    |
| Комбинация        | Маддалена Сильвестри    | Анн Давид            | Елена Матоус         |

### Лыжные гонки

#### Мужчины
| Дисциплина                | Золото          | Золото   | Серебро         | Серебро  | Бронза            | Бронза   |
| ------------------------- | --------------- | -------- | --------------- | -------- | ----------------- | -------- |
| 15 км классическим стилем | Александр Козел | 45:23,51 | Юрий Бурлаков   | 45:24,81 | Михаил Девятьяров | 45:49,46 |
| Масс-старт 30 км          | Иван Лебанов    |          | Александр Батюк |          | Александр Кутукин |          |
| Эстафета 4 x 10 км        | СССР            |          | Япония          |          | Финляндия         |          |

#### Женщины
| Дисциплина                | Золото                                                | Золото   | Серебро                                               | Серебро  | Бронза             | Бронза   |
| ------------------------- | ----------------------------------------------------- | -------- | ----------------------------------------------------- | -------- | ------------------ | -------- |
| 5 км классическим стилем  | Любовь Заболотская                                    | 16:40,42 | Квета Ериова                                          | 16:40,59 | Бланка Паулу       | 17:05,85 |
| 10 км классическим стилем | Квета Ериова                                          | 28:02,13 | Бланка Паулу                                          | 28:33,25 | Любовь Заболотская | 29:05,25 |
| Эстафета 3 x 5 км         | Чехословакия Дагмар Швубова Бланка Паулу Квета Ериова |          | СССР Нина Парамонова Любовь Заболотская Раиса Хворова |          | Финляндия          |          |

### Прыжки на лыжах с трамплина
| Дисциплина          | Золото         | Серебро     | Бронза         |
| ------------------- | -------------- | ----------- | -------------- |
| Нормальный трамплин | Массимо Ригони | Лидо Томази | Марк Конопакке |

### Фигурное катание
| Дисциплина                | Золото                            | Серебро                                   | Бронза                                 |
| ------------------------- | --------------------------------- | ----------------------------------------- | -------------------------------------- |
| Мужское одиночное катание | Константин Кокора                 | Синдзи Сомея                              | Олег Васильев                          |
| Женское одиночное катание | Наталья Стрелкова                 | Светлана Французова                       | Лори Бентон                            |
| Танцы на льду             | СССР Елена Гаранина Игорь Завозин | СССР Наталья Карамышева Ростислав Синицын | Чехословакия Йиндра Гола Кароль Фолтан |

### Хоккей
| Золото | Серебро | Бронза |
| Канада Гарнет Бримакомб Майк Бродфут Рэнди Грегг Джерри Кларк Тим Круг Уэйд Кэмпбелл Терри Лецишин Джим Ломас Брэнд Маклафлин Джим Маклафлин Рон Патерсон Дэн Пикок Ларри Риггин Брюс Ролен Грег Скорейко Барри Стаффорд Крис Хелланд Билл Холовати Перри Цаперник Жоэль Эллиотт тренер ? | Финляндия Ваухконен Вестерлунд Кангас Карьялайнен Конкайнен Луккарила Нопанен Пиетиля Пийспанен Рясянен А. Сайнио К. Сайнио Салминен Сарасти Уутту Эстула тренер ? | Япония Акихиро Ёсихидэ Кадзуми Карсухиро Макото Масахиро Микия Сатоси Сигэто Такаси Тараюки Томиюки Фумихиро Хадзимэ Хидэки Хидэтака Хидэхиро Хироси тренер ? |